# Турбенталь
Турбенталь (нім. Turbenthal) — громада  в Швейцарії в кантоні Цюрих, округ Вінтертур.

## Географія
Громада розташована на відстані близько 120 км на північний схід від Берна, 24 км на схід від Цюриха.
Турбенталь має площу 25,2 км², з яких на 7,2% дозволяється будівництво (житлове та будівництво доріг), 34,7% використовуються в сільськогосподарських цілях, 57,1% зайнято лісами, 1% не є продуктивними (річки, льодовики або гори).

## Демографія
2019 року в громаді мешкало 4883 особи (+16,2% порівняно з 2010 роком), іноземців було 20,5%. Густота населення становила 194 осіб/км².
За віковим діапазоном населення розподілялося таким чином: 22,4% — особи молодші 20 років, 60,1% — особи у віці 20—64 років, 17,5% — особи у віці 65 років та старші. Було 2008 помешкань (у середньому 2,4 особи в помешканні).
Із загальної кількості 1631 працюючого 113 було зайнятих в первинному секторі, 300 — в обробній промисловості, 1218 — в галузі послуг.